# Сакіо Біка
Сакіо Біка (англ. Sakio Bika; 30 квітня 1979, Дуала) — австралійський професійний боксер камерунського походження, чемпіон світу за версіями IBO (2008—2010) і WBC (2013—2014) у другій середній вазі.

## Аматорська кар'єра
На Олімпійських іграх 2000 в Сіднеї в категорії до 71 кг програв у першому бою Скотту Макінтошу (Канада) — 5-8.

## Професіональна кар'єра
Після Олімпійських ігор 2000 Сакіо Біка продовжив виступи в Австралії на професійному рингу. 15 жовтня 2002 року, маючи рекорд 10-0, вийшов на бій за титул IBF Pan Pacific в середній вазі проти Сема Солімана (Австралія) і зазнав першої поразки.
13 травня 2006 року у Цвікау вийшов на бій проти чемпіона світу WBC у другій середній вазі Маркуса Беєра (Німеччина). Після випадкового зіткнення головами в четвертому раунді поєдинок завершився нічиєю.
14 жовтня 2006 року у Манчестері вийшов на бій проти об'єднаного чемпіона світу за версіями IBF і WBO у другій середній вазі Джо Кальзаге (Велика Британія). Біка зазнав поразки одностайним рішенням суддів із великим відривом в рахункових картках.
Восени 2007 року взяв участь в 3-ому сезоні американського телевізійного шоу «Претендент» і, здобувши три перемоги, у тому числі над Семом Соліманом, став переможцем.
13 листопада 2008 року в бою проти Пітера Манфредо (США) завоював вакантний титул IBO у другій середній вазі.
31 липня 2010 року в бою за статус обов'язкового претендента на титул IBF у другій середній вазі був дискваліфікований в першому раунді після того, як надіслав в нокдаун непереможного Жана-Поля Манді (Франція) і вдарив його після нокдауну, коли Манді вже стояв навколішки.
27 листопада 2010 року вийшов на бій проти непереможного чемпіона WBA (Super) Андре Ворда (США) і зазнав п'ятої поразки одностайним рішенням суддів із великим відривом в рахункових картках.
22 червня 2013 року, здобувши перемогу над Марко Антоніо Перібаном (Мексика), завоював вакантний титул WBC у другій середній вазі. В першому захисті 7 грудня 2013 року зустрівся з Ентоні Дірреллом (США). Поєдинок тривав весь відведений час і завершився внічию. 16 серпня 2014 року відбувся другий бій Діррелл — Біка, і цього разу перемогу одностайним рішенням суддів здобув американець, відібравши звання чемпіона.
4 квітня 2015 року Сакіо Біка піднявся у ваговій категорії, щоб зустрітися в бою з чемпіоном світу за версією WBC у напівважкій вазі Адонісом Стівенсоном (Канада) і зазнав поразки одностайним рішенням суддів.